# For the First Time (Black Country, New Road)
For the First Time è il primo album in studio del gruppo musicale britannico Black Country, New Road, pubblicato nel 2021.

L'album è stato inserito in varie liste dei migliori album dell'anno: Paste (40º), NME (40º), The Quietus (34º), The Guardian (44º), e Consequence (37º). L'album è stato inoltre candidato al Premio Mercury del 2021. Su Metacritic totalizza un punteggio di 83 su 100, basato su 17 recensioni.
| Recensione           | Giudizio |
| -------------------- | -------- |
| AllMusic             | [ 8 ]    |
| Clash                | 9/10     |
| Exclaim!             | 8/10     |
| The Guardian         | [ 11 ]   |
| The Independent      | [ 12 ]   |
| The Line of Best Fit | 9/10     |
| NME                  | [ 14 ]   |
| Paste                | 7.5/10   |
| Pitchfork            | 7.4/10   |
| PopMatters           | 9/10     |

## Tracce
1. Instrumental – 5:27
2. Athens, France – 6:22
3. Science Fair – 6:20
4. Sunglasses – 9:50
5. Track X – 4:44
6. Opus – 8:01

## Formazione
- Isaac Wood - voce, chitarra
- Luke Mark - chitarra
- May Kershaw - tastiera
- Georgia Ellery - violino
- Lewis Evans - sassofono
- Tyler Hyde - basso
- Charlie Wayne - batteria

## Classifiche
| Classifica (2021) | Posizione massima |
| ----------------- | ----------------- |
| Austria           | 60                |
| Belgio (Fiandre)  | 52                |
| Belgio (Vallonia) | 91                |
| Germania          | 44                |
| Regno Unito       | 4                 |